# Puente sur

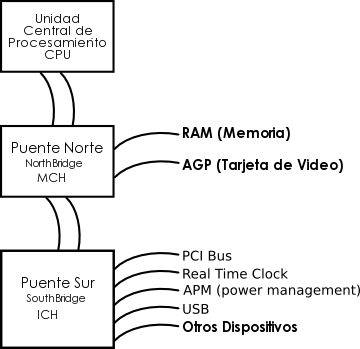
Arquitectura puente norte y puente sur.

Diagrama de la comunicación entre componentes de un sistema de cómputo

El Southbridge o puente sur, también conocido como Concentrador de Controladores de Entrada/Salida (I/O Controller Hub, ICH), es un circuito integrado que se encarga de coordinar los diferentes dispositivos de entrada y salida y algunas otras funcionalidades de baja velocidad dentro de la tarjeta madre. El southbridge no está conectado a la CPU y se comunica con ella indirectamente a través del northbridge - Puente Norte.
La funcionalidad encontrada en los southbridges actuales incluye soporte para:
- Bus PCI
- Bus ISA
- Bus SPI
- System Management Bus ( SMBus )
- Controlador DMA
- Controlador de Interrupciones
- Controlador IDE (SATA o PATA)
- Puente LPC
- Reloj en Tiempo Real - Real Time Clock
- Administración de potencia eléctrica APM y ACPI
- BIOS
- Interfaz de sonido AC97 o HD Audio.

Adicionalmente el southbridge puede incluir soporte para Ethernet, RAID, USB  y Codec de Audio. El southbridge algunas veces incluye soporte para el teclado, el ratón y los puertos seriales, sin embargo, aún en el 2007 los computadores personales (PC) gestionaban esos recursos por medio de otro dispositivo conocido como Super I/O.
En los últimos modelos de placas el Southbridge integra cada vez mayor número de dispositivos a conectar y comunicar por lo que fabricantes como AMD o VIA Technologies han desarrollado tecnologías como HyperTransport o Ultra V-Link respectivamente para evitar el efecto cuello de botella que se producía al usar como puente el bus PCI.